# Coryssocnemis monagas
Coryssocnemis monagas là một loài nhện trong họ Pholcidae. Loài này được phát hiện ở Venezuela.